# JPDR
JPDR（ジェイ・ピー・ディー・アール：Japan Power Demonstration Reactor）は、かつて日本原子力研究所が運転していた動力試験炉で、日本初の発電用原子炉である。
ゼネラル・エレクトリック（GE）製の沸騰水型原子炉で、熱出力は 4.5万 kW (電気出力 1.25万 kW)だった。1963年（昭和38年）10月26日に日本で初めて原子力による発電に成功した。原子炉を利用した各種技術者の訓練に役立った。
1976年（昭和51年）3月18日に運転を終了し、1986年（昭和61年）から1996年（平成8年）3月31日にかけて解体された。解体の行程を通じて将来の商業炉の廃炉に向けて多くの知見が得られた。

## 経緯
1955年（昭和30年）11月14日、アメリカ合衆国（アメリカ）から日本へ濃縮ウランを貸与するための日米原子力研究協定（昭和30年12月27日条約19号「原子力の非軍事的利用に関する協力のための日本国政府とアメリカ合衆国政府との間の協定」）がワシントンD.C.で調印され、同年12月27日発効した。研究原子炉用に20%濃縮ウラン235を6 kgを限度に賃貸すること、使用済み核燃料のアメリカへの返還、貸与燃料を目的どおり使用すること、使用記録を毎年報告することがとりきめられた。この協定に基づいて、日本最初の原子炉として日本原子力研究所に二つの研究炉（JRR-1、JRR-2）が導入された。
1958年（昭和33年）6月16日、日米動力協定（昭和33年12月5日条約第13号「原子力の非軍事的利用に関する協力のための日本国政府とアメリカ合衆国政府との間の協定」）が調印され、研究、動力試験炉(JPDR)用に濃縮ウランの供与が約束された。動力協定は1958年（昭和33年）10月9日および1963年（昭和38年）8月7日に改正された。

## 仕様
- 型式:沸騰水型原子炉
- 熱出力:4.5万 kW（45 MW）
- 電気出力:1.25万 kW（12.5 MW）